# Štěpán Zavřel
Štěpán Zavřel (Praga, 25 dicembre 1932 – Rugolo, 25 febbraio 1999) è stato un pittore, illustratore e scrittore ceco.

## Biografia
Allievo di Jiří Trnka, vive in Cecoslovacchia fino al 1959, quando a causa della sua opposizione alla dittatura comunista fugge in Italia, arrivando al campo profughi di Risiera di San Sabba, a Trieste.
Uscito dal campo giunge a Roma, studiando presso l'Accademia di Belle Arti. In seguito viaggia per tutta l'Europa, organizzando mostre dei propri lavori. Nel 1968, infine, si stabilisce a Rugolo, dove vive sino alla sua morte avvenuta nel 1999. Nel 1971 cofonda la casa editrice zurighese Bohem Press con Otakar Božejovský. Fonda inoltre la Scuola Internazionale di Illustrazione di Sàrmede.

## Opere
Filmografia
- Ogni Regno; Prodotto e diretto da Secondo Bignardi (Cortometraggio d'animazione 10', 1968)

### Illustrazioni
- Maria Francesca Gagliardi; Der Zauberfisch (Annette Betz, 1966)
- Zavřel Štěpán; Sie folgen dem Stern (Patmos, 1967)
- Zavřel, Štěpán; Salz ist mehr als Gold (Nord-Süd Verlag, 1968)
- Grimm, Brüder; Sterntaler (Patmos, 1969)
- Guardini, Romano; Kreuzweg unseres Herrn und Heilandes (Křesťanská akadmie, 1970)
- Zavřel, Štěpán; Die Geschichte eines Wassermanns (Nord-Süd Verlag, 1970)
- Wölfel Ursula; Erde, unsere schöner Stern (Patmos, 1971)
- Zavřel, Štěpán; Die verlorene Sonne (Nord-Süd, 1973)
- Zavřel, Štěpán; Venedig morgen (Bohem Press, 1974)
- Zavřel, Štěpán; Peter und Hansi (Gakken, 1975)
- Zavřel, Štěpán; Der letze Baum (Bohem Press, 1977)
- Bolliger Max; Die Kinderbrücke (Bohem Press, 1977)
- Zavřel, Štěpán; The Last Tree (Macdonald and Jane's, 1978)
- Bolliger Max; Das Hintenlied (Bohem Press, 1978)
- Zavřel Štěpán; Der Schmetterling' (Bohem Press, 1980)
- Bolliger Max; De Bernebrege (Algemiene Fryske Underrjocht Kommisje, 1981)
- Zavřel, Štěpán; In Betlehem geboren (Patmos, 1981)
- Zavřel, Štěpán; Mein erstes Weihnachtsbuch (Patmos, 1982)
- Zavřel, Štěpán; Grossvater Thomas (Bohem Press, 1983)
- Eiichi Sekine; Fushigina kusa no himitsu (Gakken, 1984)
- Bolliger, Max; Les nains de la montagne (Bohem Press, 1985)
- Bolliger Max; Die Riesenbirge (Bohem Press, 1985)
- Hasler, Evelin; Die Blumenstadt (Bohem Press, 1987)
- Maury, Brigitte et Paravel, Dominique; Sous la lagune de Venise (Bohem Press, 1987)
- Zavřel, Štěpán und Naumann, Dieter; Der Garten des Tobias (Peters, 1988)
- Škutina, Vladimír; Ukradený Ježíšek (Bohem Press, 1988)

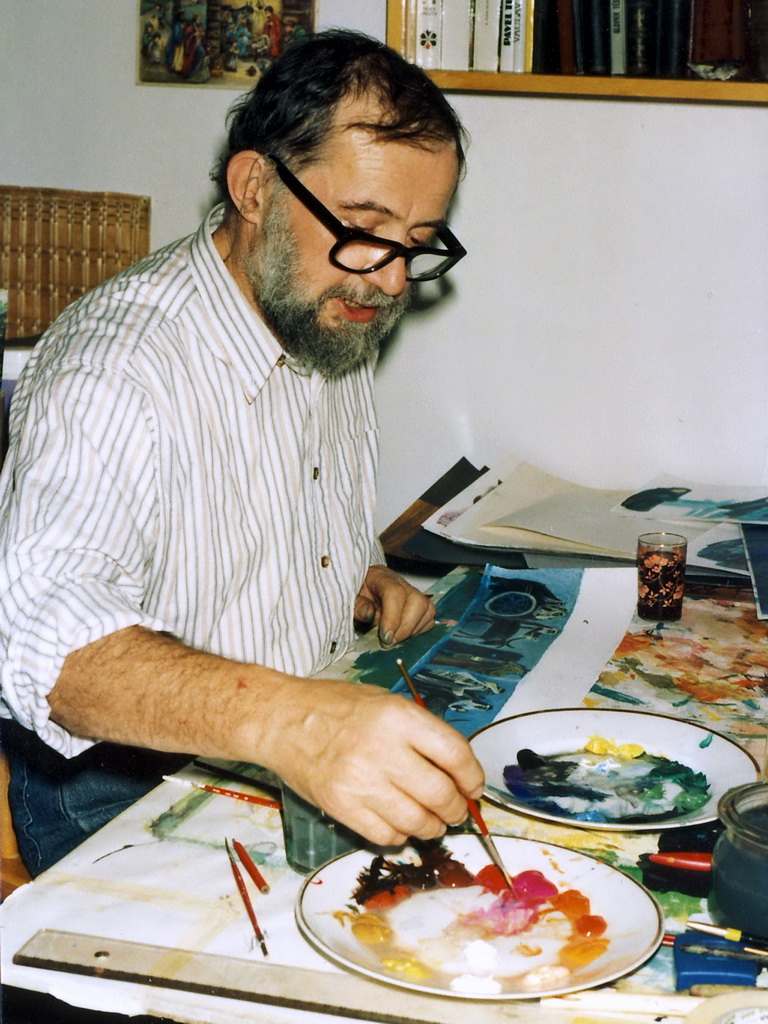
Štěpán Zavřel al lavoro

- Štěpán Zavřel al lavoro Bolliger, Max:; Jakob der Gaukler (Bohem Press, 1991)
- Zavřel, Štěpán; Liétajuci deduško (Bohem Press, 1991)
- Bolliger Max; Jona (Lehrmittelverlag, 1994)
- Schindler Regine; Mit Gott unterwegs, Die Bibel für Kinder und Erwachsene neu erzählt (Bohem Press, 1996)

### Pubblicazioni
- Zavřel Štěpán; Sie folgen dem Stern (Patmos, 1967)
- Zavřel, Štěpán; Salz ist mehr als Gold (Nord-Süd Verlag, 1967)
- Zavřel, Štěpán; Die Geschichte eines Wassermanns (Nord-Süd Verlag, 1970)
- Zavřel, Štěpán; Die verlorene Sonne (Nord-Süd, 1973)
- Zavřel, Štěpán; Venedig morgen (Bohem Press, 1974)
- Zavřel, Štěpán; Peter und Hansi (Gakken, 1975)
- Zavřel, Štěpán; Der letze Baum (Bohem Press, 1977)
- Zavřel, Štěpán; The Last Tree (Macdonald and Jane's, 1978)
- Zavřel Štěpán; Der Schmetterling' (Bohem Press, 1980)
- Zavřel, Štěpán; In Betlehem geboren (Patmos, 1981)
- Zavřel, Štěpán; Mein erstes Weihnachtsbuch (Patmos, 1982)
- Zavřel, Štěpán; Grossvater Thomas (Bohem Press, 1984)
- Zavřel, Štěpán und Naumann, Dieter; Der Garten des Tobias (Peters, 1988)
- Zavřel, Štěpán; Liétajuci deduško (Bohem Press, 1991)[2]